# Unité islandaise de réponse aux crises

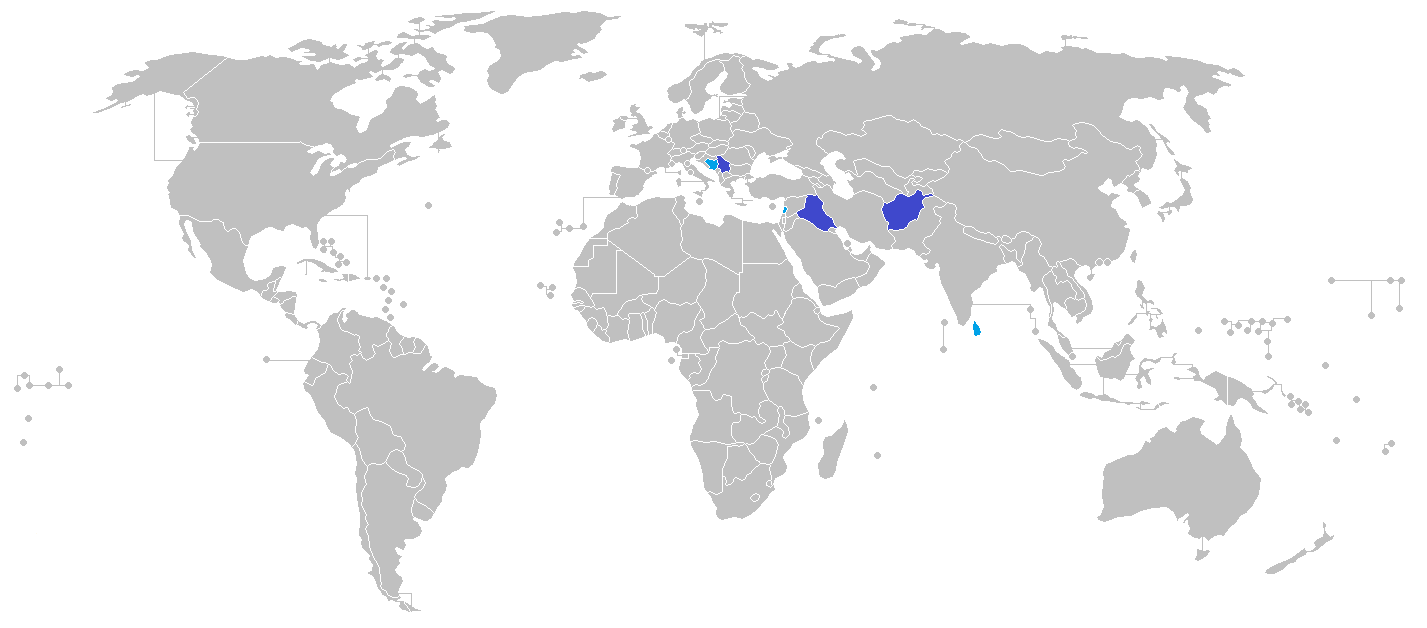
Missions ICRU Fichier:Carte du monde vierge.PNG

L'Unité islandaise de réponse aux crises (en islandais : Íslenska Friðargæslan) est une unité d'une trentaine de personnes pouvant compter jusqu'à 200 hommes agissant sous l'autorité du ministre islandais des Affaires étrangères. Elle a pour objectif principal de participer à des missions de maintien de la paix et est créée dans les années 1990 dans l'objectif d'affirmer le statut de membre de l'Islande au sein de l'OTAN car elle souffrait jusque-là de l'absence de toute armée permettant de soutenir l'OTAN dans ses missions de maintien de la paix. Le rôle de cette unité a évolué et elle est aujourd'hui une base permettant le déploiement de personnels au sein d'organisations telles que l'OSCE ou dans les différentes missions de l'ONU et de ses organismes affiliés (UNICEF, HCR…).
L'ICRU a été déployée en ex-Yougoslavie, au Kosovo et en Afghanistan agissant au sein de missions de l'OTAN. Elle a aussi participé à des missions de l'UNICEF, du HCR et de l'Office de secours et de travaux des Nations unies pour les réfugiés de Palestine dans le Proche-Orient au Moyen-Orient et en Afrique du Nord. Elle a envoyé un observateur civil au Sri Lanka en coopération avec la Norvège. Enfin, des hommes chargés de l'élimination d'armes explosives appartenant aux garde-côtes islandais sont présents au Liban et en Irak. 
L'Islande a participé à sa première mission de maintien de la paix en 1950 lorsqu'elle envoya deux policiers en Palestine participer à la mission de maintien de la paix de l'ONU. Bien que beaucoup d'Islandais aient participé à diverses opérations de maintien de la paix depuis lors (surtout pour le compte de l'ONU et de ses organisations affiliées ainsi que pour l'OTAN), il faut attendre les années 1990 pour qu'une participation organisée à ces missions soit initiée.

## Personnel
Le personnel déployé par l'ICRU consiste en des experts dont des policiers islandais, des garde-côtes et d'autres personnes ayant un entraînement lié aux institutions concernées par les missions. En outre, des personnels ayant des compétences médicales, d’ingénierie ou en sciences sociales peuvent aussi être déployés. 
Les précédents personnels médicaux déployés au sein des équipes de reconstruction provinciales ainsi que ceux travaillant à l'aéroport international de Kaboul ont été formés par les forces armées norvégiennes dans l'optique d'un déploiement au sein d'un environnement militaire dangereux. De fait, ces personnels déployés ont été armés. Malgré cet entraînement et cet équipement militaire, un grand nombre de politiciens islandais continuent à considérer l'ICRU comme une unité civile. Cette vision provient du fait qu'aucune loi n'explicite l'existence d'une unité armée islandaise. Ainsi, le statut légal de l'ICRU peut être comparé à celui des forces japonaises d'autodéfense bien que les Islandais ont légalement la possibilité d'entretenir une force militaire à la différence du Japon. 

## Opérations
L'ICRU participe aux missions suivantes :
- maintien de la paix et gestion de crise ;
- missions d'observation ;
- reconstruction ;
- assistance humanitaire et d'urgence.

## Controverse
Du fait de sa tradition de non militarisation, les Islandais défendent parfois la poursuite d'une politique pacifique. Ainsi, l'existence de l'ICRU a été à l'origine de controverses parmi les socialistes, les sociaux démocrates et les politiciens de gauche islandais en général. Ces controverses ont été amplifiées par le déploiement de l'ICRU au sein de l'OTAN en Irak jusqu'en 2007 et en Afghanistan. Ces politiciens considérant que ces actions ne sont pas en harmonie avec les principes islandais de pacifisme. Cette question a resurgi avec une vigueur particulière lorsqu'un « soldat » islandais a été blessé par un attentat suicide à Kaboul en 2004. En 2008, la question a été réglée car les membres de l'ICRU portant un uniforme et des armes pour leur sécurité (1/3 des effectifs de l'ICRU à cette époque) ont reçu des vêtements civils et ont dû renoncer à leurs armes. De fait, selon le ministre des affaires étrangères Ingibjorg Solrun Gisladottir, les membres de l'ICRU portent systématiquement des tenues civiles sauf dans certaines circonstances où ils peuvent aussi détenir une arme (pour ceux ayant suivi un entraînement adéquat). 
Une controverse existe toujours concernant la participation de l'ICRU à des missions conduites par l'OTAN.

## Équipement

### Véhicules
- & Nissan Patrol blindé et modifié par Arctic Trucks pour être utilisé dans des environnements montagneux (des membres de l'ICRU ayant été déployés en Afghanistan) ;
- Volvo FMX (camion).

### Armes
Les équipes de reconstruction déployées en Afghanistan ainsi que celles ayant travaillé à l'aéroport international de Kaboul détiennent des armes et des munitions provenant de forces armées avec lesquelles l'Islande coopère. Ainsi, l'armement classique dans la majeure partie des cas vient de Norvège
- / Heckler & Koch G3/AG-3 (fusil d'assaut) ;
- Glock 17 (pistolet) ;
- Diemaco C8 (fusil d'assaut) ;
- Heckler & Koch MP5 (pistolet mitrailleur) ;
- Rheinmetall MG3 (mitrailleuse).

## Sources
- (en) Page de l'ICRU sur le site du ministère des affaires étrangères
- (en) Présentation de l'ICRU
- (en) Page présentant l'action de l'ICRU dans les Balkans.